# Цифровой человек
Digital Natives (англ. цифровые аборигены); в русском языке используются термины «цифровое поколение», «цифровые аборигены» — обозначение, впервые использованное американцем Марком Пренски для обозначения людей, родившихся после цифровой революции и привыкших получать информацию через цифровые каналы. Людей, родившихся до этого периода, Пренски назвал «цифровыми иммигрантами» (англ. Digital Immigrants). Людей, так и не принявших цифровую реальность, называют также "аборигены доцифровой эпохи" или "живые свидетели эры До-интернета".

## История и этимология
Термин «цифровые аборигены» был предложен Марком Пренски, писателем и популяризатором технологий обучения и просвещения, в статье Digital Natives, Digital Immigrants (2001). Помимо этого Пренски называл цифровыми людьми студентов-абитуриентов 2000-х. Термин был придуман по аналогии с английским словом native, которое в английском языке означает «коренной житель», «уроженец», (часто пренебрежительно) «абориген». Таким образом, цифровой человек — это коренной житель цифрового общества, или Цифрового Века, века цифровых технологий. При этом основным вызовом для этого поколения, отмечает проф. Шестакова, является темп социотехнических трансформаций. Но поскольку «дети Интернет-эпохи» находятся в этой среде от рождения, можно предположить, что их адаптивность к этой среде будет выше, чем у предыдущих поколений.
По мнению Пренски, люди, родившиеся в конце прошлого века, отличаются от всех остальных. Такой вывод он сделал, глядя на школьников и студентов 2000-ых годов. Они живут в окружении компьютеров, видеоигр, плееров, видеокамер, мобильных телефонов и Сети — и все перечисленное становятся неотъемлемой частью их жизни. Таких людей Пренски и предложил назвать «цифровыми туземцами» — носителями родного для них цифрового языка компьютеров, видеоигр и Интернета.

«В результате наличия такой плотной цифровой „окружающей среды“ и постоянного взаимодействия с ней, мышление сегодняшних студентов и процедуры обработки информации принципиально отличаются от способов мышления и информационных процессов их предшественников».Оригинальный текст (англ.)It is now clear that as a result of this ubiquitous environment and the sheer volume of their interaction with it, today’s students think and process information fundamentally differently from their predecessors.— Digital Natives, Digital Immigrants  (2001)
Все остальные поколения, появившиеся на свет и выросшие до конца XX века, Марк Пренски предложил назвать «цифровыми иммигрантами». Данное понятие относится не только к совершенно неадаптированным к новым технологиям людям, но и к тем, кто усердно пытается вникнуть в происходящее и даже добивается в этом успеха.
Согласно теории Пренски, у «иммигрантов», как бы они ни старались, остается нечто вроде «акцента» — своеобразные «отголоски прошлого», попытки сочетать новейшие возможности с прежними (например, когда человек по телефону подтверждает получение электронного письма или вместо того, чтобы редактировать текст на компьютере, распечатывает его и правит от руки).

## Обоснование
В своих исследованиях Марк Пренски основывался на так называемой «теории поколений» Нила Хау (англ. Neil Howe) и Уильяма Штрауса (англ. William Strauss), выдвинутой в 1991 году. Американские учёные разработали классификацию поколений и схемы их чередования. В частности, они исследовали поколения XX и XXI веков в Англии и США. Одними из определённых ими поколений были, в том числе: поколение Y (1982—2004) — поколение, постепенно вовлекавшееся в цифровые технологии; находящееся на переходе в новую эпоху; а также поколение Z (2005-настоящее время) — первые по-настоящему «цифровые люди», с детства вовлеченные в цифровую сферу.
Вероятно, Пренски были изучены и труды канадского учёного Дона Тэпскотта (англ. Don Tapscott), автора термина «сетевое поколение» (англ. net-generation) и одноимённой книги «NET-Generation» (1999), а также не менее известных трудов: «Викиномика: Как массовое сотрудничество изменяет все» (англ. Wikinomics: How Mass Collaboration Changes Everything) (2006) и «GROWN UP DIGITAL: How the Net Generation is Changing the World» (2008). Он имел четкие представления о том, каким должно выглядеть это новое поколение и в своей работе представил подробный его портрет.

«Впервые в истории дети более способны, осведомлены и грамотны, чем их родители. Все это за счет использования предметов цифровой эпохи, которые „сетевое поколение“ продолжит разрабатывать и включать в культуру своего общества. Бэби-бумеры остались позади. Теперь эти дети учатся, играют, общаются, работают и строят общественные взаимоотношения иначе, чем их родители. Они — движущая сила грядущей социальной трансформации». Оригинальный текст (англ.)For the first time in history, children are more comfortable, knowledgeable, and literate than their parents with an innovation central to society. And it is through the use of the digital media that the Net Generation will develop and superimpose its culture on the rest of society. Boomers, stand back. Already these kids are learning, playing, communicating, working, and creating communities very differently than their parents. They are a force for social transformation. — GROWN UP DIGITAL: How the Net Generation is Changing the World  (2008)
Собственная аргументация:
- Нейропластичность. Пренски в своей теории ссылается на последние исследования в области нейробиологии, в ходе которых было доказано, что человеческий мозг имеет свойство изменяться на протяжении всей его жизни, а не только в течение первых трех лет, как считалось ранее.
- Податливость психики. Социальной психологии удалось выяснить, что особым влиянием на человека обладают среда и культура, в которых он вырос — люди начинают думать иначе, в особенности те, кто рос вместе с Интернетом.

Стоит отметить, что Пренски в большей мере привлекал в качестве доказательств мнения своих единомышленников или собственные интерпретации разнообразных научных данных, но прямые ссылки на научные факты о специфике мыслительных и психических процессов «цифровых туземцев» практически отсутствуют.

## Критика
Несмотря на доказательства, выдвинутые Марком Пренски, и наличие некоторых последователей, его идеи показались многим учёным несостоятельными. Некоторые исследователи оспаривают позицию Пренски, в то время как другие выдвигают собственные, порой противоположные, соображения по поводу поколений людей.
Американский филолог Марк Баурлейн (англ. Mark Bauerlein) издал книгу «Самое тупое поколение» (англ. The Dumbest Generation: How the Digital Age Stupefies Young Americans and Jeopardizes Our Future) (2009). В ней он заявил, что современная американская молодежь, несмотря на технологический прогресс, в особенности развитие Интернета, не стала более образованной и умной. Напротив, она стала меньше уделять времени и внимания чтению и письму. Их восприятие мира и самих себя сузилось до размеров экрана компьютера: они только и делают, что постят тексты, картинки и видео далеко не высокоинтеллектуального содержания.
В 2008 году Гэри Смол и Гиги Ворган (Gary Small&Gigi Vorgan) выпустили книгу «Мозг онлайн. Человек в эпоху Интернета» (англ. iBrain: Surviving the Technological Alternation of the Modern Mind) (2011). Освещая тему трансформации человеческого мозга под влиянием смены эпох, они также упомянули «цифровых туземцев». Авторы отметили, что предметы цифровой эпохи могут по-разному влиять на молодой мозг: с одной стороны, развивать его, так и, с другой — поражать некоторые его области, отвечающие за интеллектуальные способности и эмоциональную сферу.
Апостолос Кутруполос (Apostolos Koutropoulos) в статье «’Цифровые туземцы’: 10 лет спустя» (англ. Digital Natives: Ten Years After) (2011) приводит несколько доказательств ошибочности выводов Марка Пренски.
- Большие различия по уровню доступности компьютеров и других цифровых устройств: «Трудно поверить, что опыт белых людей совпадает с опытом тех, кто не относится к этой группе населения».
- Пассивность «цифровых туземцев» в Сети и далеко не совершенные навыки владения цифровыми устройствами: не все представители «сетевого поколения» предпочитают пользоваться Интернет-ресурсами и, более того, не все достаточно хорошо умеют это делать. Отмечает Кутруполос и тот факт, что некоторые представители так называемых «цифровых иммигрантов», порой, бывают более осведомлены, нежели чем молодое поколение.
- Согласно недавним исследованиям, также приведенным Кутруполосом, многие школьники и студенты имеют консервативные взгляды на систему образования и не нуждаются в кардинальных её изменениях. Некоторые из них даже настроены скептически по отношению к внедрению новых технологий в образовательный процесс.

«Вместо того, чтобы изучать поведение так называемых „цифровых туземцев“ и фокусироваться на технологиях, мы должны искать правильные педагогические подходы и обучать наших учеников поиску и критической оценке информации как в цифровом, так и в аналоговом мире». Оригинальный текст (англ.)Instead of having education professionals focus on the technology aspect of the debate and in certain digital native behaviors, which “common sense” has told us, are immutable, we ought to be focusing on proper pedagogy and exposing our students to information retrieval and critical information analysis skills that are in both the digital and the analog realms. — Digital Natives: Ten Years After  (2011)
В частности, университетский преподаватель Майкл Вэш (Michael Wesch) придерживается несколько иной трактовки термина «цифровые туземцы». По его мнению, это те люди, «которые просто родились в эпоху, полностью погруженную в технологический процесс и зависимую от него», в связи с чем «они полностью полагаются на предметы технологий в выполнении каждодневных задач исключительно для своего блага».
Автор книги «Техноненависть. Как Интернет отучил нас думать» (2014), белорусско-американский журналист Евгений Морозов не исключает возможности наличия у «сетевого поколения» некоторых особенностей мировосприятия. Однако он считает, что уверенно говорить о существовании «цифровых туземцев» пока не стоит.

## Признаки цифровых туземцев
- Привычка быстро получать информацию, стремление к многозадачности и интерактивности[5]
- Новые методы поиска данных: постоянное сканирование информационного поля в процессе поиска изменений[9]
- Предпочтение визуального ряда тексту, движения в случайном направлении — движению в прямом[5]
- Роль обмена сигналами при коммуникации: «взаимодействие, не насыщенное информацией, однако поддерживающее социальную связь и эмоциональный контакт»[9]
- Новая стратегия потребления — просьюминг — предпочтение продуктов, в создании которых можно принять участие[9]
- «Выборочная» концентрация внимания — исключительно с целью уловить самое главное, выделить суть[6]
- Контактность, отсутствие ментальных ограничений, стремление к саморазвитию и самосовершенствованию[10]
- Ценности: самостоятельность и независимость, хорошее образование, право на неприкосновенность частной жизни и свободу слова, невозможность расовой дискриминации, эмоциональная поддержка со стороны родителей, гражданская ответственность[11]

## Схожие термины
В 2007 году два американских предпринимателя Джош Спир и Аарон Дигнан использовали понятие born digital (с англ. — «цифровые со дня своего рождения ») на презентации в Google’s Zeitgeist в мае того же года. Впоследствии, проводя конференции в Европе, они использовали термин Digital Generation (цифровое поколение) В 2007 году, компания Gartner уже разработала комплекс технологий для «цифрового человека» и продемонстрировала ряд тенденций развития цифровых технологий на «IT Expo (Emerging Trends) Symposium» в Барселоне.
Содержание этого понятия близко понятию Поколение Z; «цифровой человек» рассматривается как главный житель «цифрового века».
Понятие Digital Native тесно связано с термином Digital Tribe, который объединяет родившихся в веке цифровых технологий в единое цифровое сообщество, именуемое племенем.